# Ingela Bruner
Ingela Bruner (auch Ingela Bruner-Newton, * 12. August 1952 in Kristianstad, Schweden; † 8. April 2014 in Wien) war eine schwedisch-österreichische Wissenschaftlerin. Als Rektorin der Universität für Bodenkultur Wien war sie die erste Rektorin an einer staatlichen österreichischen Universität.

## Leben
Ingela Bruner wurde in Schweden als Tochter einer Schwedin und eines kanadischen UNO-Beamten geboren. Durch die Tätigkeit ihres Vaters wuchs sie in verschiedenen Ländern (Kanada, Syrien, Libanon, Österreich, Frankreich) auf. Sie studierte an der Universität Toronto sowie der Technischen Universität Wien, wo sie 1979 als erste Frau Österreichs im Fach Maschinenbau promovierte. Anschließend war sie an der TU Wien als Assistentin am Institut für Verbrennungskraftmaschinen und Kraftfahrwesen tätig. 1980 wechselte sie zur OMV und war dort für Unternehmensplanung im Bereich Energiepolitik und als Assistentin von Vorstandsdirektor Richard Schenz tätig sowie für Unternehmensentwicklung und strategisches Controlling verantwortlich. Ab 1995 war sie Vizepräsidentin an der Donauuniversität in Krems, ab 1996 führte sie diese alleinverantwortlich. Von 1999 bis 2002 war Bruner wieder für die OMV als Leiterin des Forschungsbereichs tätig. 
Im Jahr 1996 wurde ihr für ihre „außerordentlichen Leistungen“ von der österreichischen Bundesregierung die österreichische Staatsbürgerschaft verliehen.
Von September 2007 bis Jänner 2009 bekleidete sie als erste Frau das Rektorsamt einer staatlichen österreichischen Universität an der Universität für Bodenkultur Wien. Aufgrund wachsender Kritik (Ingela Bruner bezeichnete dies als: „Zunehmend Mobbing und massive Versuche, mich einzuschüchtern“) legte sie diese Funktion im Einvernehmen mit dem Universitätsrat der Universität für Bodenkultur vorzeitig nieder, um einer Amtsenthebung durch den Senat der Universität für Bodenkultur zu entgehen. Dieser hatte, einen Tag nachdem Bruner ihr Rücktrittsgesuch an den Universitätsrat gerichtet hatte, einstimmig (mit den Stimmen aller im Gremium vertretenen Professoren, Universitätsbediensteten und Studenten) einen Antrag zur Einleitung einer Amtsenthebung beschlossen. Am 20. Jänner 2009 nahm der Universitätsrat ihren Rücktritt an und betraute einen ihrer Stellvertreter mit der Leitung der Universität.
Von 2010 bis 2013 war Ingela Bruner Präsidentin der Österreichisch-Schwedischen Gesellschaft (ÖSG) mit Sitz in Wien.